# Шульц, Макс Вальтер
Шульц Макс Вальтер (нем. Max Walter Schulz; 31 октября 1921, Шайбенберг, Рудные Горы — 15 ноября 1991[…], Берлин) — немецкий писатель, прозаик, публицист, литературный критик; лауреат Национальной премии Германской Демократической Республики (1964), автор антинацистских романов и повестей. М. В. Шульц участвовал во Второй мировой войне, в послевоенные годы вступил в Социалистическую единую партию Германии. Он учился в Литературном институте в Лейпциге, с 1964 года был его директором; профессор с 1969 года; также был вице-президентом Союза писателей ГДР. Известность получил его роман «Мы не пыль на ветру» (1962), где на фоне военных и послевоенных лет в Германии показаны преодоление нацистской идеологии, переход героя на сторону социализма. В романе «Триптих с семью мостами» (1974) дальнейшая судьба героев первого романа прослежена до 1968 года. Позднее были написаны антимилитаристские повести «Солдат и женщина» (1978), «Летчица, или Открытие молчавшей легенды» (1981).

## Биография
Макс Вальтер Шульц был автором романов, рассказов, рецензий и очерков. Его художественные произведения типичны для так называемой «литературы Биттерфельдского пути» Восточной Германии, предназначенной как для того, чтобы указать путь к независимой «социалистической национальной культуре», так и для удовлетворения «растущих художественных и эстетических потребностей трудящегося населения». Конкретным примером является «Wir sind nicht Staub im Wind» (Мы не пыль на ветру), появившееся в 1962 году и задуманное в то время как первая часть запланированного многотомного цикла. Он имел большой успех у восточногерманских читателей.
Шульц родился в Шайбенберге, небольшом городке в горнодобывающем районе Рудных гор в горах к югу от Хемница. Его отец был офисным работником. Он ходил в начальную школу и поступил в среднюю школу, но, похоже, ушёл, не закончив курс. Он был призван на военную службу, служил в армии с 1939 по 1945 год. Во время заключительной части военной службы он находился у американцев в качестве военнопленного.
Военное поражение оставило две трети западной части Германии разделенными на четыре отдельно управляемые зоны военной оккупации. Родной регион Шульца теперь управлялся как часть советской оккупационной зоны, и именно в советскую зону он вернулся после своего освобождения в конце войны. В 1945/46 он подрабатывал случайным образом, а также какое-то время работал учителем по схеме «Neulehrer», введенной в оккупированной Германии, чтобы попытаться уменьшить хроническую нехватку выживших школьных учителей. С 1946 по 1949 год изучал педагогику в Лейпцигском университете. Ещё будучи студентом, Шульц присоединился к партии. С 1950 по 1957 год он преподавал в средней школе в Хольцхаузене (Лейпциг).
Между 1957 и 1959 годами Шульц возобновил собственное образование, посещая Литературный институт им. Иоганна Р. Бехера (как его тогда называли) в Лейпциге. Согласно (по крайней мере) одному источнику, это было «важнейшее учебное заведение для молодых писателей в Германской Демократической Республике». В 1964 году Шульц сменил Макса Циммеринга на посту директора института. Он оставался на этой должности в течение почти двадцати лет, умело прокладывая для института порой непростой курс между академической честностью и меняющимися политическими ожиданиями партийного чиновничества.
К концу 1960-х Шульц утвердился в глазах читателей как писатель, у академиков в качестве литературного наставника и у партии, до такой степени, что его критические и «полуофициальные» заявления о новом поколении писателей стали важными для последующего развития восточногерманской литературы.
Макс Вальтер Шульц был естественным членом Союза писателей ГДР («Deutscher Schriftstellerverband»). В 1962—1963 он работал секретарем. Затем, между 1969 и 1990 годами, он был одним из вице-президентов ассоциации (обычно около пяти).
В период с 1967 по 1969 год Шульц был кандидатом в члены региональной группы партийного руководства (Bezirksleitung) Лейпцига, затем ещё два года, до 1971 года, был её полноправным членом.
В 1969 году он был избран членом Академии художеств ГДР.
В 1983 году Шульц занял новую должность главного редактора престижного двухнедельного литературного журнала Sinn und Form, сменив Поля Винса. Он вышел на пенсию в 1990 году.

## Премии и награды
- 1963 — Литературная премия ФДГБ (Федерации профсоюзов);
- 1963 — Шульц принял приглашение посетить собрание Группы 47 в Заульгау и прочитал из своего романа «Wir sind nicht Staub im Wind»;
- 1964 — Национальная премия;
- 1969 — звание профессора;
- 1978 — Патриотический орден;
- 1980 — Национальная премия;
- 1986 — Патриотический орден «За заслуги»;
- 1987 — Почетный доктор наук, Лейпцигский университет.

## Критика
- Макс Вальтер Шульц. Лётчица, или Открытие молчавшей легенды
- Макс Вальтер Шульц. Триптих с семью мостами
- Поэтика заглавий в творчестве М. В. Шульца